# Ermida de Nossa Senhora da Graça

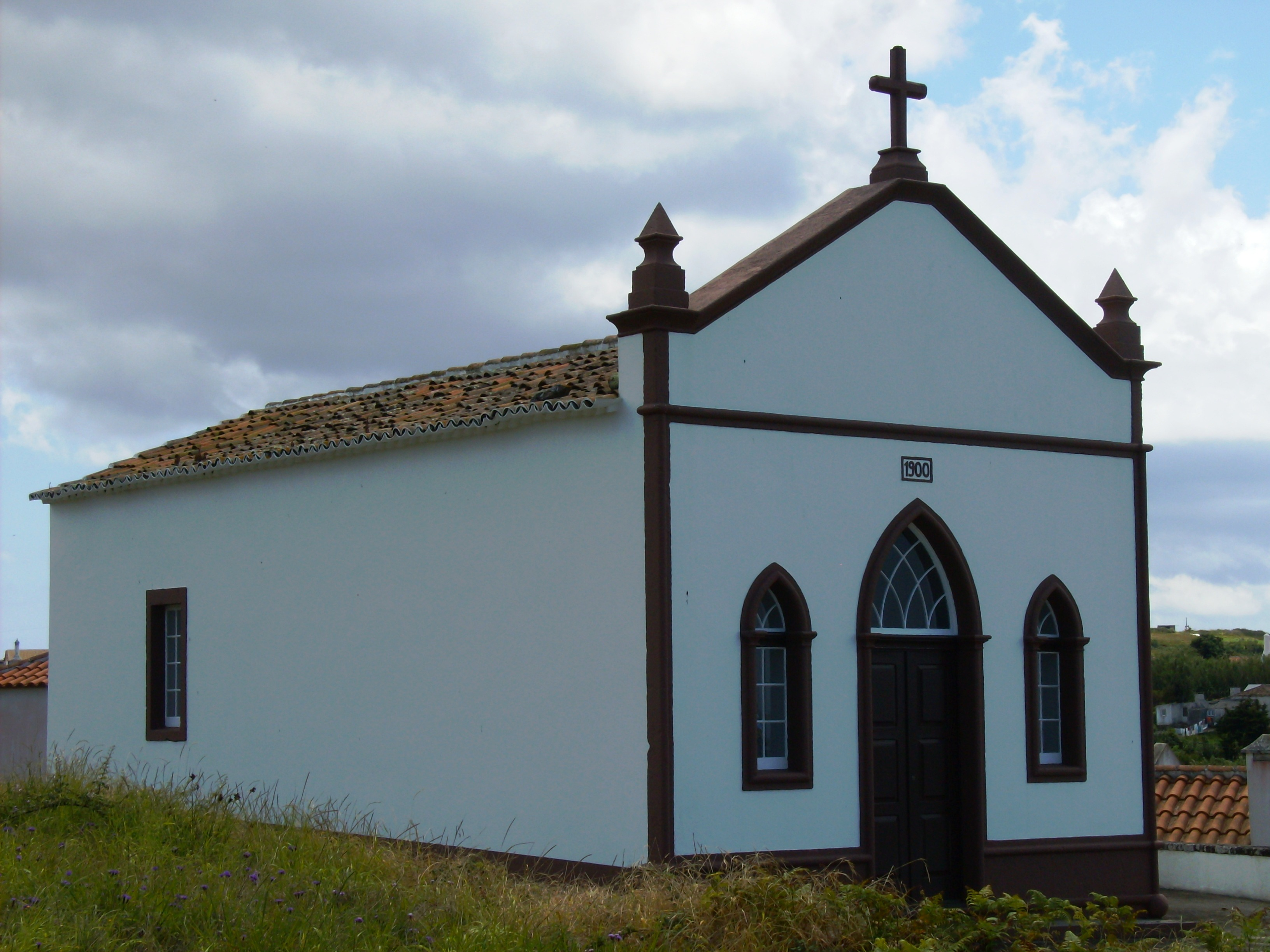
Ermida de N. Sra. da Graça: fachada e lateral esquerda.

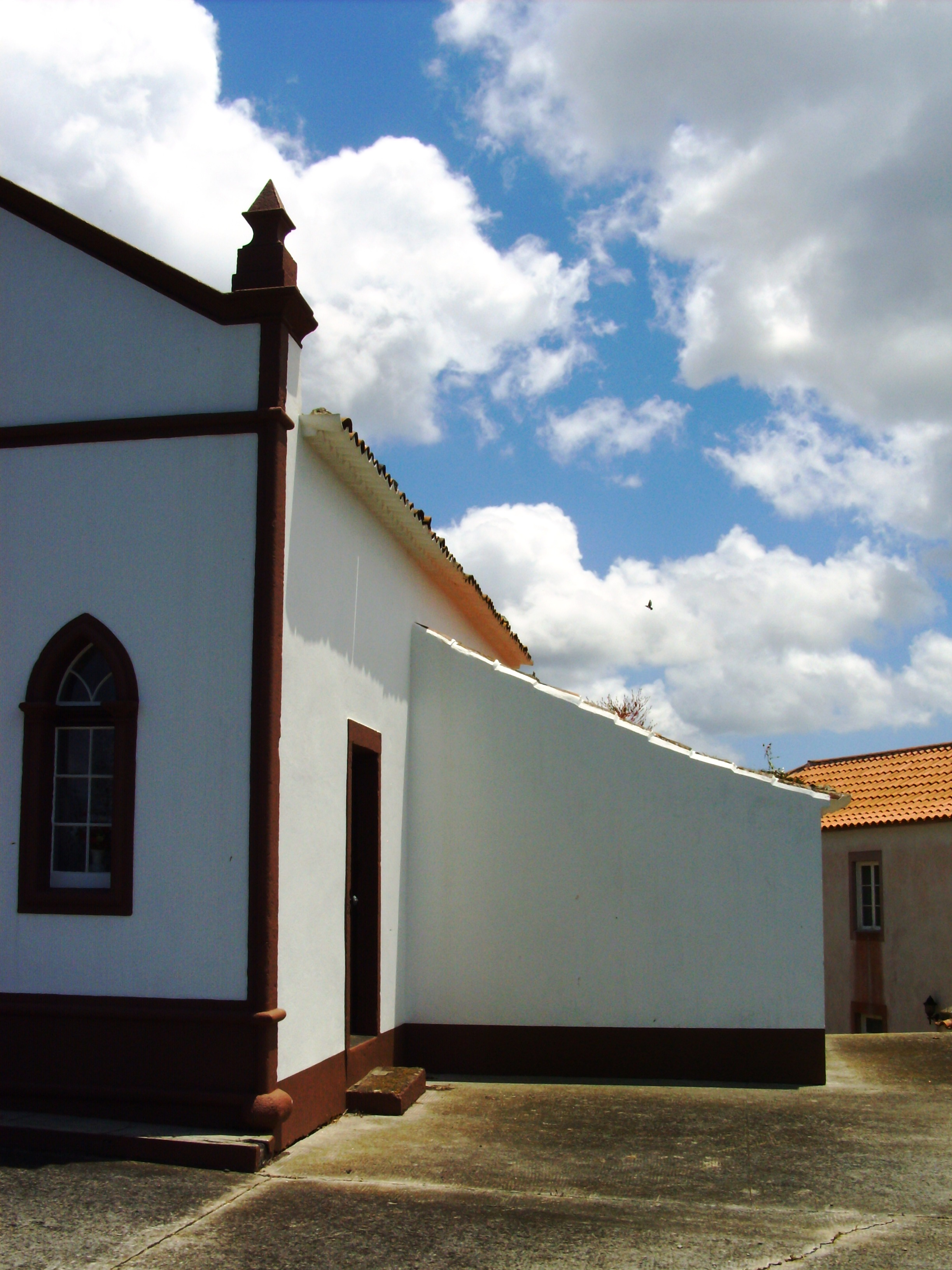
Ermida de N. Sra. da Graça: lateral direita.

A Ermida de Nossa Senhora da Graça localiza-se no lugar da Graça, na freguesia da Almagreira, concelho da Vila do Porto, na ilha de Santa Maria, nos Açores.

## História
Remonta a uma primitiva ermida edificada pelo capitão do donatário João Falcão de Sousa, conforme registado por FRUTUOSO acerca deste personagem: "Já em 16 de novembro de 1653 dera património para a ermida de Nossa Senhora da Graça, que erigira numa sua quinta."
Encontra-se referida por MONTE ALVERNE (1986) ao final do século XVII.
Foi reedificada em 1900.
Atualmente mantém-se em bom estado de conservação.

## Características
Construída em alvenaria de pedra rebocada e pintada, apresenta de planta retangular, com o corpo da sacristia adossado à lateral esquerda.
A fachada é rasgada pela portada, ladeada por duas janelas. Os três vãos inferiores são rematados em arco quebrado sobre impostas.
A fachada lateral direita é rasgada por uma janela.
A cobertura é de duas águas, em telha de meia-cana tradicional, rematada por beiral duplo.
O conjunto é integrado ainda pela copeira, nos fundos, em plano inferior, onde se realizam os tradicionais Impérios.